# Michael Olheiser
Michael « Mike » Olheiser (né le 23 janvier 1975 à Forest Lake dans le Minnesota) est un coureur cycliste américain.

## Palmarès
- 2005
  -  Champion des États-Unis masters (30-34 ans)
- 2006
  -  Champion du monde du contre-la-montre masters (30-39 ans)
  -  Champion des États-Unis masters (30-34 ans)
  - Mississippi GP :
    - Classement général
    - 4e étape

  - 2e du Tour de Louisiana
- 2007
  -  Champion du monde du contre-la-montre masters (30-39 ans)
- 2008
  -  Champion des États-Unis masters (30-34 ans)
  -  Champion des États-Unis du contre-la-montre élites sans contrat
  - 4e étape du Tour de Belize
  - 3e étape de l'Edgar Soto Memorial
  - River Gorge Omnium :
    - Classement général
    - 2e étape (contre-la-montre)
- 2009
  -  Champion du monde du contre-la-montre masters (30-39 ans)
  -  Champion des États-Unis élites sans contrat
  -  Champion des États-Unis du contre-la-montre élites sans contrat
  -  Champion des États-Unis du contre-la-montre masters (30-34 ans)
  -  Champion des États-Unis du critérium masters (30-34 ans)
  - Prologue de la Mount Hood Cycling Classic
  - 8e étape du Tour de Southland
  - 2e du Mississippi GP
- 2010
  -  Champion des États-Unis élites sans contrat
  -  Champion des États-Unis du contre-la-montre élites sans contrat
  -  Champion des États-Unis masters (35-39 ans)
  -  Champion des États-Unis du contre-la-montre masters (35-39 ans)
- 2011
  -  Champion du monde du contre-la-montre masters (35-39 ans)
  -  Champion des États-Unis du contre-la-montre masters (35-39 ans)
  -  Champion des États-Unis du critérium masters (35-39 ans)
  - 1re étape de la Valley of the Sun Stage Race (contre-la-montre)
  - 1re étape de la Highland Rim Classic
  - 3e étape de la Mount Hood Cycling Classic
  - 1re (contre-la-montre) et 2e étapes des Oxford Bike Races
- 2012
  - 1re étape de la Rutas de América
- 2013
  -  Champion des États-Unis du contre-la-montre masters (35-39 ans)
  - 2e de la Tobago Cycling Classic
- 2016
  - 8e étape de la Vuelta a la Independencia Nacional

## Classements mondiaux
| Année            | 2007 | 2008 | 2009 | 2010 | 2011 | 2012 | 2013 | 2014 | 2015 | 2016 |
| ---------------- | ---- | ---- | ---- | ---- | ---- | ---- | ---- | ---- | ---- | ---- |
| UCI America Tour | 105e | 228e |      |      |      | 208e |      | 109e |      | 397e |
| UCI Oceania Tour |      |      |      | 53e  |      |      |      |      |      |      |